# HPGL
El HPGL (Hewlett & Packard Graphics Language) es en lenguaje de descripción de gráficos, diseñado originariamente para el control de Plotters (trazadores gráficos).
El HPGL tiene una segunda versión, el HPGL/2, con más instrucciones y que funciona con unidades métricas, mientras que el HPGL funciona con el Sistema Anglosajón de Unidades.

## Sumario de instrucciones
- SC   Coordenadas lógicas de las esquinas del papel P1, P2
- ETX  0x03: Terminador de cadena
- ; Separador de instrucciones
- IN Initialize: Devuelve a los parámetros su valor por defecto.
- DF Defaults: Da a los parámetros sus valores por defecto, pero sin cambiar P1 ni P2
- SC Scale: Escala el gráfico SCx0,x1,y0,y
- IP Input Points: Da las coordenadas físicas a P1 y P2. Si x2,y2 no existen, P2 se cambia para mantener la escala. IPx1,y1[,x2,y2]
- IW Input Window: Rectángulo donde se aplicará el clipping. IW sin argumentos inhibe el clipping.  IW[x0,y0,x1,y1]
- RO Rotate:  ROa0  {\displaystyle {\begin{cases}HPGL:&a0=\{0|90\}\\HPGL/2:&a0=\{0|90|180|270\}\end{cases}}}
- PG Page: Fin de página
- SP Select Pen  SPnp
- PU Pen Up: Levanta la pluma y se desplaza a los puntos especificados PU[x1,y1[,x2,y2[...]]]
- PD Pen Down: Baja la pluma y traza segmentos hasta los puntos especificados. Las coordenadas son absolutas o relativas según el último PA o PR ejecutado. PD[x1,y1[,x2,y2[...]]]
- PA Plot Absolute: Mueve la pluma a la(s) nuevas posiciones PA[x1,y1[,x2,y2[...]]]
- PR Plot Relative: Realiza desplazamientos relativos de la pluma. PR[x1,y1[,x2,y2[...]]]
- LT Line Type: Tipo de línea LTn (Por defecto se traza una línea continua: n=0)

| n   | Tipo de línea                                 | Muestra     |
| --- | --------------------------------------------- | ----------- |
| 0   | Línea continua                                | _________   |
| 1   | De puntos                                     | . . . . . . |
| 2   | Trazos cortos                                 | - - - - - - |
| 3   | Trazos largos                                 | _ _ _ _ _   |
| 4   | Punto y raya                                  | ·-·-·-·-·-  |
| 5   | Raya corta y larga                            | -_-_-_-_-_  |
| 6   |                                               | - - - -     |
| 99  | Estilo anterior                               |             |
| n<0 | El estilo se ajusta a la longitud de la línea |             |

- SM  Symbol Mode: Dibuja el carácter c al final de cada línea, aún con PU. Si c se omite, se inhibe el SM. SM[c]
- PE  Plot Encoded
- AA  Arc Absolute: Dibuja un arco centrado en (x, y), de a grados en sentido antihorario desde la posición del cursor. AAx,y,a
- AR  Arc Relative
- CI  Circle: Dibuja un círculo de radio r y con centro en la posición previa. Siempre se dibuja con la pluma abajo. Si de indica el ángulo, se dibujan polígonos. Si a=60, se dibujan exágonos. CIr[,a]
- PM  Polygon Mode PM[n]